# 普洛湖
53°57′13″N 13°47′43″E / 53.95362°N 13.79517°E

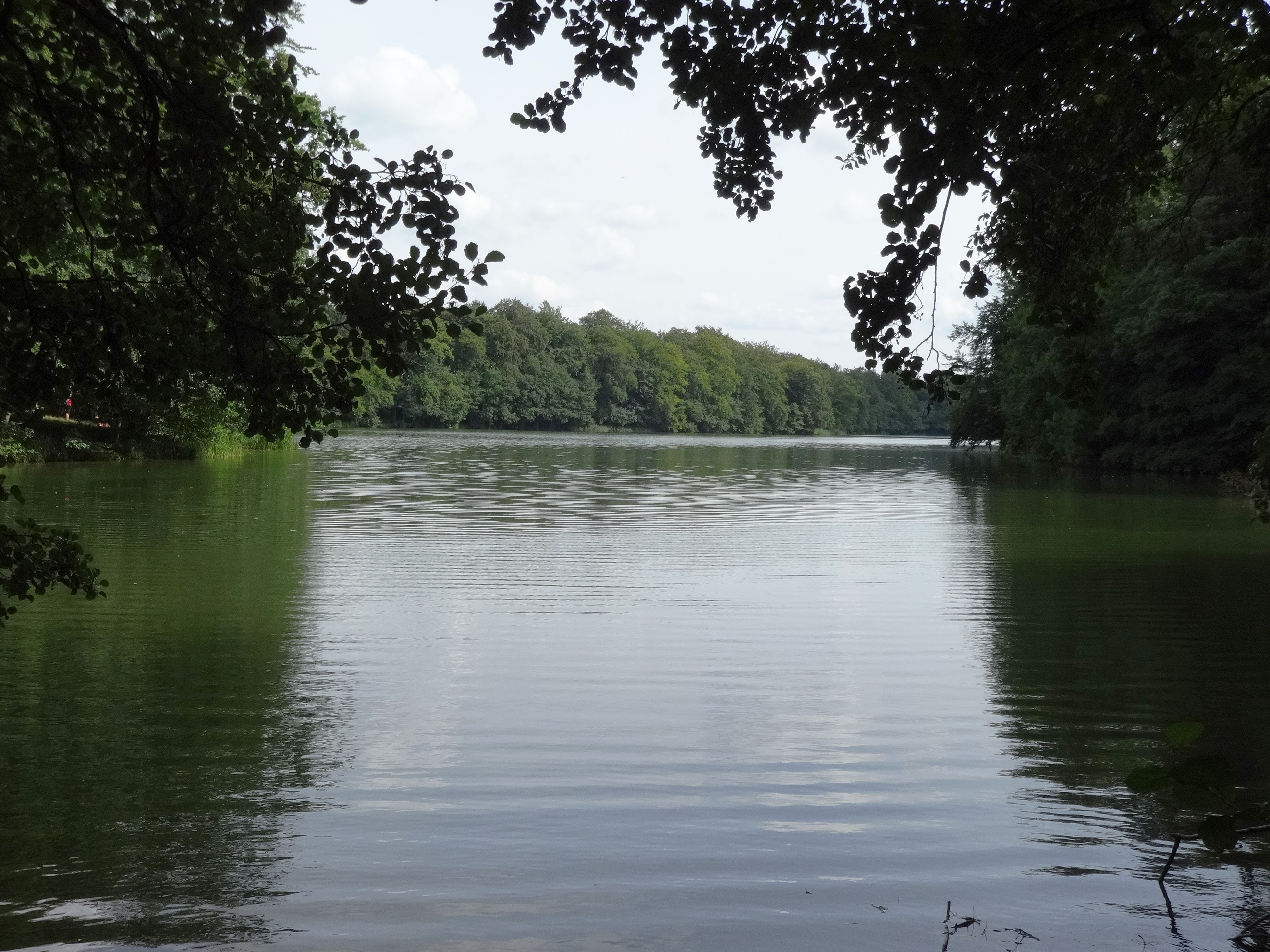

普洛湖（德語：Pulower See），是德國的湖泊，位於該國東北部梅克倫堡-前波美拉尼亞州，由前波美拉尼亞-格賴夫斯瓦爾德縣負責管轄，長0.8公里、寬0.2公里，面積0.1平方公里，海拔高度11米，最大水深10米。